# Torsten Gütschow
Torsten Gütschow (* 28. července 1962, Görlitz) je bývalý východoněmecký fotbalista, útočník, reprezentant Východního Německa (NDR). V roce 1991 byl vyhlášen východoněmeckým fotbalistou roku. V letech 1989, 1990 a 1991 byl nejlepším střelcem východoněmecké oberligy. V sezóně 1988/89 byl nejlepším střelcem Poháru UEFA. Po skončení aktivní kariéry působil jako trenér.

## Fotbalová kariéra
Ve východoněmecké oberlize hrál za Dynamo Drážďany, nastoupil ve 208 ligových utkáních a dal 104 gólů. V letech 1989 a 1990 získal s Dynamem Drážďany mistrovský titul a v letech 1982, 1984, 1985 a 1990 východoněmecký fotbalový pohár. Od roku 1992 hrál v Turecku za Galatasaray SK, se kterým v roce 1993 vyhrál tureckou ligu i pohár. Dále hrál německých nižších soutěžích za FC Carl Zeiss Jena, Hannover 96, Chemnitzer FC a Dynamo Drážďany. V Poháru mistrů evropských zemí nastoupil v 7 utkáních a dal 6 gólů, v Poháru vítězů pohárů nastoupil v 10 utkáních a dal 1 gól a v Poháru UEFA nastoupil ve 14 utkáních a dal 6 gólů. Za reprezentaci Východního Německa (NDR) nastoupil v letech 1984-1989 ve 3 utkáních a dal 2 góly.

## Ligová bilance
| Ročník                | Zápasy | Góly | Klub               |
| --------------------- | ------ | ---- | ------------------ |
| DDR-Oberliga 1980/81  | 14     | 3    | Dynamo Drážďany    |
| DDR-Oberliga 1981/82  | 15     | 4    | Dynamo Drážďany    |
| DDR-Oberliga 1982/83  | 25     | 9    | Dynamo Drážďany    |
| DDR-Oberliga 1983/84  | 20     | 7    | Dynamo Drážďany    |
| DDR-Oberliga 1984/85  | 26     | 17   | Dynamo Drážďany    |
| DDR-Oberliga 1985/86  | 9      | 0    | Dynamo Drážďany    |
| DDR-Oberliga 1986/87  | 2      | 0    | Dynamo Drážďany    |
| DDR-Oberliga 1987/88  | 20     | 9    | Dynamo Drážďany    |
| DDR-Oberliga 1988/89  | 26     | 17   | Dynamo Drážďany    |
| DDR-Oberliga 1989/90  | 25     | 18   | Dynamo Drážďany    |
| DDR-Oberliga 1990/91  | 26     | 20   | Dynamo Drážďany    |
| Bundesliga 1991/92    | 31     | 10   | Dynamo Drážďany    |
| Bundesliga 1992/93    | 8      | 2    | Dynamo Drážďany    |
| Süper Lig 1992/93     | 15     | 10   | Galatasaray SK     |
| 2. bundesliga 1993/94 | 9      | 0    | FC Carl Zeiss Jena |
| 2. bundesliga 1994/95 | 33     | 16   | Hannover 96        |
| 2. bundesliga 1995/96 | 34     | 15   | Chemnitzer FC      |
| CELKEM DDR-Oberliga   | 166    | 54   |                    |
| CELKEM Bundesliga     | 39     | 12   |                    |
| CELKEM Süper Lig      | 15     | 10   |                    |